# Chlorophorus furcillatus
Chlorophorus furcillatus är en skalbaggsart som beskrevs av Holzschuh 1989. Chlorophorus furcillatus ingår i släktet Chlorophorus och familjen långhorningar. Inga underarter finns listade i Catalogue of Life.